# Heinrich Jöckel

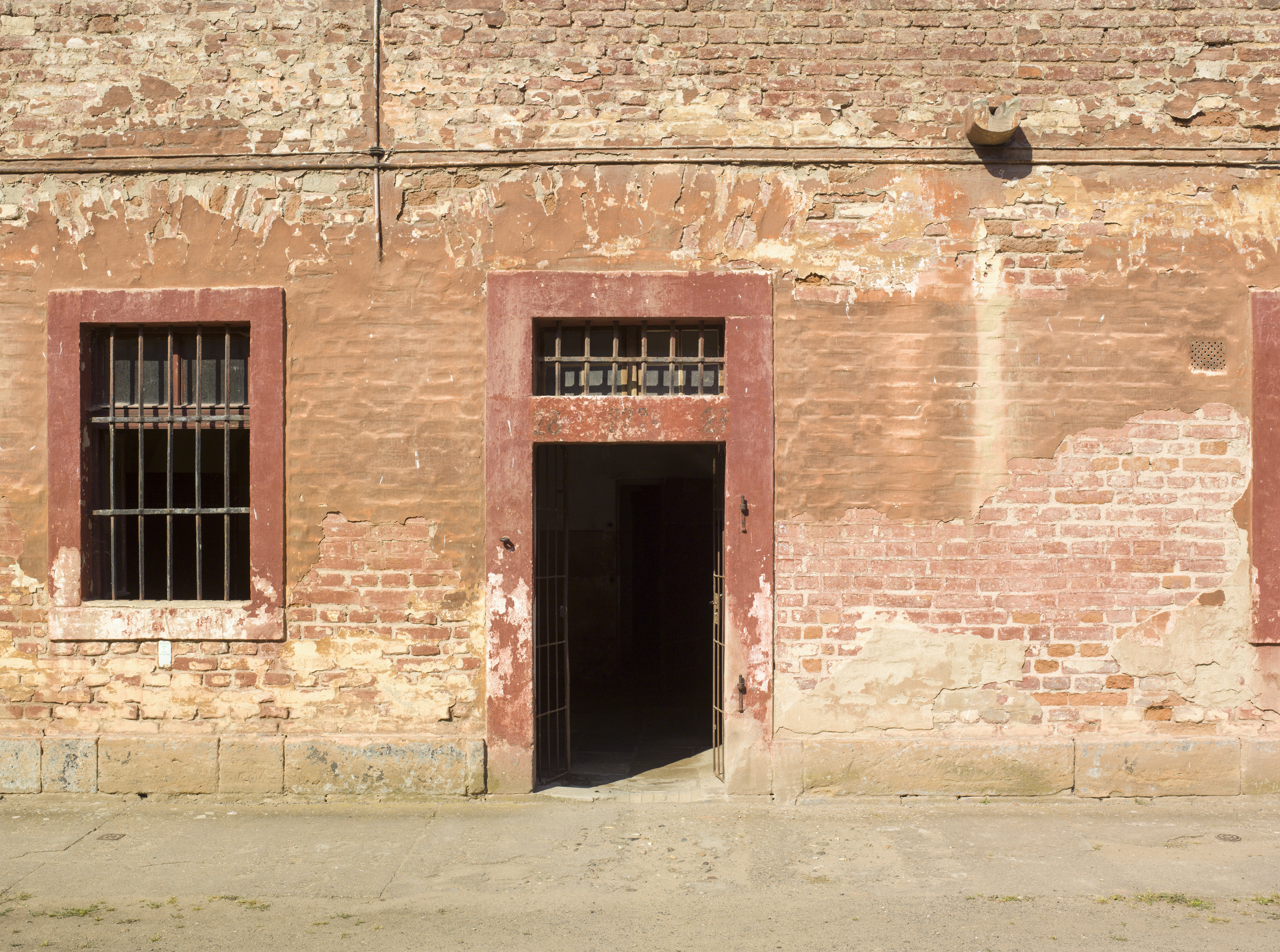
Eingang zum Konzentrationslager Theresienstadt, Zellen 27 und 28.

Heinrich Jöckel (* 10. Juli 1899 in Offenbach am Main; † 26. Oktober 1946 in Litoměřice, Tschechoslowakei) war ein deutscher SS-Hauptsturmführer, Kommandant der 1. Kompanie des SS-Wachbataillons Böhmen und Mähren und von 1940 bis 1945 Kommandant des Gestapo-Gefängnisses Kleine Festung Theresienstadt.

## Leben
Jöckel, nach seiner Lehrzeit Soldat im Ersten Weltkrieg, war nach seiner Entlassung aus dem Militärdienst zunächst Arbeiter. Zum 1. Dezember 1931 trat er der NSDAP bei (Mitgliedsnummer 763.122). Im Herbst 1939 war Jöckel der Lagerkommandant im Konzentrationslager Skrochowitz im Troppauer Ländchen. Nachdem er zuvor bei der Prager Gestapo gearbeitet hatte, wurde er im Juni 1940 Kommandant des Gestapo-Gefängnisses Kleine Festung Theresienstadt, wo er an der Misshandlung und Ermordung von Häftlingen beteiligt war. Zudem soll er jüdischen Häftlingen medizinische Hilfe versagt und sie schwersten Arbeitskommandos zugeteilt haben. Jöckel, dessen Familie mit am Ort war, ließ 53 Häftlinge noch Anfang Mai 1945 hinrichten. Am 5. Mai 1945 verließ Jöckel mit seiner Familie Theresienstadt, drei Tage bevor das KZ Theresienstadt durch die Rote Armee befreit wurde. Auf der Flucht trennte er sich von seiner Familie und tauchte in Offenbach unter. Am 1. Juli 1945 wurde Jöckel vom amerikanischen Spionageabwehrdienst verhaftet und am 26. Januar 1946 an die Tschechoslowakei ausgeliefert. Jöckel saß ab dem 26. Januar 1946 in der Kleinen Festung in Untersuchungshaft, ein paar Tage später folgten ihm auch seine Frau und seine älteste Tochter. Jöckel blieb hier bis zum Beginn seines Prozesses vor dem außerordentlichen Volksgericht in Litoměřice (Leitmeritz). Wegen der Misshandlung und Ermordung von Gefangenen wurde er zum Tode verurteilt und am 26. Oktober 1946 durch Hängen hingerichtet.